# جانوس سيمون
جانوس سيمون (بالمجرية: Simon János)‏ (و. 1929 – 2010 م) هو لاعب كرة سلة مجري، ولد في بودابست، شارك في الألعاب الأولمبية الصيفية 1952، وشارك في بطولة أمم أوروبا لكرة السلة 1957، وشارك في بطولة أمم أوروبا لكرة السلة 1959، وشارك في بطولة أمم أوروبا لكرة السلة 1955، وشارك في الألعاب الأولمبية الصيفية 1960، وشارك في بطولة أمم أوروبا لكرة السلة 1953، وشارك في بطولة أمم أوروبا لكرة السلة 1963، توفي عن عمر يناهز 81 عاماً.

## روابط خارجية
- جانوس سيمون على موقع الاتحاد الدولي لكرة السلة (الإنجليزية)
- جانوس سيمون على موقع سبورتس رفرنس (الإنجليزية)
- جانوس سيمون على موقع أوليمبيديا (الإنجليزية)